# Hilary Gladden
Hilary Gladden (* 27. August 2000) ist eine belizische Leichtathletin, die sich auf den Sprint spezialisiert hat.

## Sportliche Laufbahn
Erste internationale Erfahrungen sammelte Hilary Gladden im Jahr 2016, als sie bei den CAC-U18-Meisterschaften in San José im 100-Meter-Lauf mit 13,05 s in der ersten Runde ausschied. Im Jahr darauf schied sie bei den Commonwealth Youth Games in Nassau mit 27,63 s über 200 Meter im Vorlauf aus und belegte anschließend bei den Zentralamerikameisterschaften in Tegucigalpa in 12,89 s den vierten Platz über 100 Meter. Im Dezember gewann sie bei den Zentralamerikaspielen in Managua in 47,44 s die Bronzemedaille mit der belizischen 4-mal-100-Meter-Staffel und erreichte im 200-Meter-Lauf in 26,37 s Rang acht. 2018 gewann sie bei den CACAC-U20-Meisterschaften in San Salvador in 12,62 s die Silbermedaille über 100 Meter und gewann anschließend über diese Distanz in 12,25 s die Bronzemedaille hinter der Costa-Ricanerin Tracy Joseph und Rosa Baltazar aus Guatemala. Bei den CARIFTA-Games 2019 in George Town belegte sie in 12,09 s den achten Platz über 100 Meter und schied im 200-Meter-Lauf mit 24,09 s in der Vorrunde aus. Anschließend siegte sie bei den CADICA-U20-Meisterschaften in San Salvador in 24,11 s über 200 Meter und gewann anschließend bei den Zentralamerikameisterschaften in Managua in 11,71 s die Goldmedaille über 100 Meter und gewann mit der Staffel in 47,00 s die Bronzemedaille. Bei den NACAC-U23-Meisterschaften in Santiago de Querétaro schied sie mit 11,83 s über 100 Meter im Vorlauf aus und belegte über 200 Meter in 24,47 s den fünften Platz. Daraufhin schied sie bei den Panamerikanischen-U20-Meisterschaften in San José mit 11,71 s bzw. 24,49 s über 100 und 200 Meter jeweils in der ersten Runde aus und startete dann über 100 Meter bei den Panamerikanischen Spielen in Lima, schied dort aber mit 12,19 s im Vorlauf aus. 2020 gewann sie bei den Zentralamerikameisterschaften in San José in 12,60 s die Bronzemedaille hinter der Guatemaltekin Mariandre Chacón und Keylin Pennant aus Costa Rica. Über 200 Meter belegte sie in 26,26 s den fünften Platz und mit der Staffel gewann sie in 48,36 s die Silbermedaille hinter Costa Rica.

## Persönliche Bestzeiten
- 100 Meter: 11,71 s (+0,6 m/s), 22. Juni 2019 in Managua
- 200 Meter: 24,11 s (+0,9 m/s), 18. Mai 2019 in San Salvador